# Saïd ibn Sultan
El sàyyid Saïd ibn Sultan (àrab: سعيد بن سلطان, Saʿīd ibn Sulṭān) (Masqat, 1791 - en alta mar, 19 d'octubre de 1856) fou sobirà d'Oman i de Zanzíbar.
El sultà Sultan ibn Àhmad va morir en un combat naval prop de Lingah el 1804 i el va succeir el seu nebot Badr ibn Sayf ibn Àhmad que tenia el suport wahhabita, però al cap de poc (1806) fou assassinat per Saïd ibn Sultan que va pujar al tron amb el títol de sàyyid (mai va utilitzar el títol de sultà), i va associar el seu germà Sàlim ibn Sultan amb el títol d'imam; aquest darrer va morir el 1821 i llavors Saïd ibn Sultan va restar sol, tot i que no va prendre el títol d'imam i va conservar només el de sàyyid, utilitzat per tots els prínceps de la dinastia Al Bu Saïd.
Saïd va crear un exèrcit de balutxis i altres mercenaris; Masqat era teatre aleshores d'un comerç actiu i va crear una flota amb finalitat comercial. La dinastia precedent, els iarubites, havien conquerit la costa africana des de Mogadiscio a Tungi (al nord de Moçambic); la sobirania omanita era gairebé nominal en la major part, i a Mombasa els mazrui s'havien fet independents, i també els sultans de Kilwa i de Pate i els petits sobirans de Pemba, Tumbatu i Zanzíbar.
El 1821 Abd-Al·lah de Mombasa va enviar al sàyyid Saïd d'Oman uns regals que mostraven la seva independència i implicaven un desafiament a anar a combatre'l; el 1822 Abd-Al·lah va ocupar Pemba i Hàmid ibn Àhmad, oncle de Saïd, es va presentar a Mombasa amb 4000 homes i 30 vaixells; va derrotar a Mbarak, fill d'Abd-Al·lah, en aigües de l'illa de Lamu que va ocupar, i va ocupar també Pate; llavors va avançar contra Pemba que va caure en pocs dies de combats.
Abd-Al·lah va morir de decepció el 1823 i el va succeir el seu oncle (cosí del seu pare) Sulayman ibn Ali que va enviar a Bombai una petició de protecció. Abans d'arribar la resposta, casualment, va arribar una petició britànica per comprar ramats a Mombasa; ningú va saber llegir la missiva britànica i es va malinterpretar com una contesta afirmativa al protectorat i el mazrui van hissar la bandera britànica (la Union Jack). El 3 de desembre de 1823 la nau Barracouta va arribar a Mombasa amb la missió de vigilar l'oceà Índic, i no va veure cap necessitat d'ocupar Mombasa que no oferia cap avantatge estratègic i tot i la insistència de les autoritats locals, va declinar. El 7 de febrer de 1824 el capità William Owen va arribar a Mombasa quan una flota omanita estava bombardejant el fort, i com que era un apassionat de la lluita contra l'esclavatge i pensava que Mombasa podia ser una bona base contra els traficants, va acceptar el protectorat el 9 de febrer: el sultanat esdevindria hereditari, la Gran Bretanya retornaria al sultanat els territoris arrabassats, un resident s'establiria a Mombasa, els drets de duana serien repartits, el britànics tindrien llibertat de comerç i quedaria prohibit el comerç d'esclaus. Abd-Al·lah ibn Sulaym, l'enviat omanita que bombardejava la ciutat, va decidir retornar i esperar la resposta oficial britànica que es va adoptar el 25 de juliol de 1826 i no va arribar fins a l'octubre de 1826, quan va refusar el protectorat i va ordenar la retirada, pocs mesos després que Sulayman havia estat deposat per Sàlim ibn Àhmad.
El sàyyid Saïd d'Oman va reunir una nova flota per enviar a Mombasa i va enviar un ultimàtum: entrega de la fortalesa (Fort Jesus) on s'instal·laria una guarnició omanita i el liwali podria viure allí amb la seva família; la sobirania seria del sàyyid Saïd però el liwali ho restaria de per vida i els seus descendents el succeirien; els drets de duana es repartirien. Aquesta proposta fou acceptada per Sàlim i la guarnició omanita es va instal·lar al fort i el seu comandament fou confiat a Nassur ibn Sulayman al-Ismaïlí, que havia estat abans liwali de Pemba. Aviat es va alienar a la població i als mazruis. Sàlim va sotmetre el conflicte al govern de Saïd, i llavors Nassur va exigir la rendició de la ciutat sota pena de guerra. Sàlim el va assetjar a la fortalesa i el va rendir per la fam. Sàlim va retornar la fortalesa a delegats omanites, però el sàyyid Saïd va quedar descontent de tot l'afer i el 1829 es va presentar a Mombasa amb un exèrcit; però els invasors foren severament derrotats després de sis dies de combats. Sàlim va fer construir una muralla i el 1832 es va sentir prou fort per intentar recuperar Pemba, però l'exèrcit enviat era insuficient i fou derrotat. El 1833 va esclatar la guerra entre Siyu i Pate i Sàlim va donar suport als enemics dels Al Bu-Saïd. En el viatge de retorn de Zanzíbar a Oman, el sàyyid Saïd va fer un bombardeig a Mombasa que va tenir molt poc efecte.
Sàlim va morir el 1835 i el va succeir el seu fill Raixid. El 1837 el sàyyid Saïd va tornar de Masqat a Zanzíbar i va aconseguir el suport d'alguns membres de la família Mazrui dissidents o per suborns. Després va reconèixer a Raixid a canvi de la devolució del fort (negar-se implicava la guerra oberta) i quan el va tenir va convidar a 25 membres destacats de la família a anar a Zanzíbar (1837), però en realitat els va enviar desterrats a Bandar Abbas (que era omanita en aquesta època) i pel camí molts d'ells van morir misteriosament; els que van arribar foren empresonats i van morir a presó abans de dos anys.
Des de 1834 Saïd volia traslladar la seva capital a Zanzíbar però el trasllat no es va fer efectiu fins al 1840; Estats Units ja hi va establir consolat el 1837 i Gran Bretanya el 1841. Sota pressió britànica va fer limitar el comerç d'esclaus (1822) i el 1845 va haver de signar un nou tractat sobre la prohibició d'importació i exportació d'esclaus que va acabar amb el comerç d'esclaus el 1847. Saïd fou un sòlid aliat britànic als que va ajudar contra els Qawàssim del golf Pèrsic. Va desenvolupar la potència marítima i les possessions africanes van esdevenir centre d'un imperi comercial encara que moltes zones que antigament havien obeït als iarubites van haver de ser reconquerides doncs s'havien perdut al darrer mig segle (al pujar al tron només conservava Zanzíbar, part de Pemba, Mafia, illa de Lamu i Sultanat de Kilwa i aquesta darrera encara fou perduda però recuperada) però progressivament va imposar la seva autoritat a la costa de Mogadiscio (Benadir) i fins a Cap Delgado, amb l'única oposició seria de Mombasa, i va rebre el tribut de les principals tribus. Vers 1850 la costa entre Vanga i Pangani excepte Tanga era governada conjuntament per Saïd i el rei d'Usambara, els representants del qual eren confirmats pel sultà. Un intent d'annexionar Nossi Be va fracassar per l'acció dels francesos. El 1854 va cedir a Gran Bretanya les illes Kuria Muria.
Saïd ibn Sultan fou el sultà més important de la dinastia. Un conflicte familiar va portar a la separació de la regió de Suhar sota un parent, probablement Azzan ibn Qays ibn Àhmad i el seu fill Qays ibn Azzan. Va morir el 1856 sense deixar fills de les seves esposes legítimes però si de les concubines circassianes, georgianes, assíries i etíops. El van succeir el seu fill Thuwayni a Masqat i l'altre fill Màjid ibn Saïd a Zanzíbar.